# Abelardo Castillo
Abelardo Castillo (Buenos Aires, 1935. március 27. – Buenos Aires, 2017. május 2.) argentin író.

## Művei

### Regények
- La casa de ceniza (1968)
- El que tiene sed (1985)
- Crónica de un iniciado (1991)
- El evangelio según Van Hutten (1999)

### Novelláskötetek
- Las otras puertas (1961)
- Cuentos crueles (1966)
- Las panteras y el templo (1976)
- El cruce del Aqueronte (1982)
- Las maquinarias de la noche (1992)
- Los mundos reales (1997, összes novellája)
- El espejo que tiembla (2005)
- Del mundo que conocimos (2017)

### Színművek
- El otro Judas (1961)
- Israfel (1964)
- Tres dramas (1968, El otro Judas, A partir de las 7 és Sobre las piedras de Jericó)
- Teatro Completo (1995, El otro Judas, A partir de las 7, Israfel, Sobre las piedras de Jericó, El señor Brecht en el Salón Dorado, Salomé)

### Esszék
- Discusión crítica a «La “crisis” del marxismo»
- Las palabras y los días (1989)
- Ser escritor (2005)
- Desconsideraciones (2010)

### Egyéb
- El oficio de mentir, entrevistas con María Fasce (1997)
- Diarios (1954-1991) (2014)

### Magyarul megjelent művei
Magyarul három antológiában jelentek meg elbeszélései
- Égtájak 1968 – Öt világrész elbeszélései 2. (1968)
- Égtájak 1978–79 – Öt világrész elbeszélései 12. (1979)
- Huszadik századi latin-amerikai novellák (2008)

## Díjai, elismerései
- Konex-díj (2014)